# アーウィン・ショー

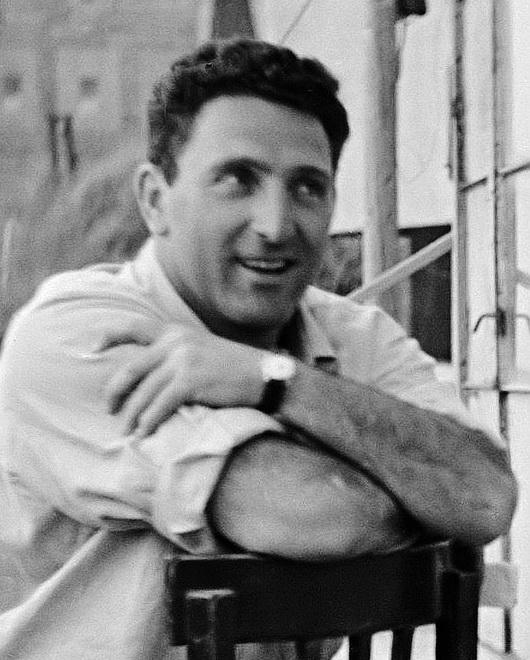
アーウィン・ショー（1948年）

アーウィン・ショー（Irwin Shaw, 1913年2月27日-1984年5月16日）は、米国の劇作家・小説家。出生名はアーウィン・ギルバート・シャムフォロフ（Irwin Gilbert Shamforoff）。ロシア系ユダヤ人。
ニューヨーク・ブルックリン区生まれ。ブルックリン・カレッジ卒業。1936年に戯曲「死者を葬れ」などでデビューする。ファシズムの危機を警告した「ブルックリン神話」連作を書く。1944年、"Walking Wounded" でオー・ヘンリー賞受賞。1948年、第二次大戦における連合国とナチスの若者を描いた長編小説『若き獅子たち』を刊行（1958年映画化）。1970年には『リッチマン、プアマン』がベストセラーとなった。短編も多く、「夏服を着た女たち」はしゃれた短編として日本でもしばしば話題にのぼる。常盤新平が多く訳している。

## 作品

### 長編
- The Young Lion （1948年）

若い獅子たち （鈴木重吉、A.E.クラウザー共訳 筑摩書房 1952年） 『若き獅子たち』と改題、文庫
- The Troubled Air (1951)

乱れた大気 （工藤政司訳 マガジンハウス 1994年）
- Lucy Crown （1956年）

湖畔の情事 （佐伯彰一訳 三笠書房 1959年）
ルーシィ・クラウンという女 （佐伯彰一訳 大和書房 1987年）
- Two Weeks in Another Town (1960)

ローマは光のなかに （工藤政司訳 マガジンハウス 1990年 のち講談社文庫）
- Voices of a Summer Day (1965年)

夏の日の声 （常盤新平訳 講談社 1988年 のち文庫）
- Rich man, Poor Man（1969年）

富めるもの貧しきもの （大橋吉之輔訳 早川書房 1973年 のち文庫）
- Evening in Byzantium（1973年）

ビザンチウムの夜 （小泉喜美子訳 早川書房 1979年 のち文庫）
- Night Work (1975年)

真夜中の滑降 （中野圭二訳 早川書房 1981年 のち文庫）
- Beggarman, Thief (1977年)

犬にもなれない男たちよ （北山克彦訳 サンリオ 1980年）
乞うもの盗むもの （北山克彦訳 1991年 ハヤカワ文庫） - 上の書を改題して、再刊
- The Top of the Hill (1979年)
- Bread Upon the Waters (1981年)

はじまりはセントラル・パークから （平井イサク訳 講談社 1989年 のち文庫）
- Acceptable Losses (1982年)

### 短編集
- Sailor off the Bremen and other Stories (1939)
- Welcome to the City, and other Stories (1942)
- Act of Faith, and other stories (1946)
- The Girls in Their Summer Dresses
- Mixed Company. Collected Short Stories (1950)
- Tip on a Dead Jockey, and other stories (1957)
- Selected Short Stories (1961)
- Love on a Dark Street, and other stories (1965)

夜の裏町の恋 （長谷川正平訳 音羽書房 1967年） - 原書から一部の短編が割愛されている。
- God Was Here, But He Left Early (1973)

小さな土曜日 （小泉喜美子訳 早川書房 1979年 のちハヤカワ文庫） - 日本語版も同一の訳者が全収録作をそのまま訳した短編集。
- Short Stories: Five Decades (1978)

日本版オリジナルで編まれた短編集
1. 娘ごころ・フランス風に （北山顕正、永井衷訳 英宝社 1971年）
2. 夏服を着た女たち （常盤新平訳 講談社 1979年） のち講談社文庫、新版2004年、講談社文芸文庫 - 講談社英語文庫も刊行
3. ニューヨークは闇につつまれて （常盤新平訳 大和書房 1981年） のち講談社文庫 - 講談社英語文庫も刊行
4. 緑色の裸婦 （小笠原豊樹訳 草思社 1983年）
　のち『緑色の裸婦』集英社文庫、1991年。『サマードレスの女たち』小学館文庫、2016年
5. 心変わり （常盤新平訳 王国社 1985年）、のち講談社文庫『ニューヨーク恋模様』
6. 混合ダブルス （常盤新平訳 王国社 1987年）、のち講談社文庫『ニューヨーク恋模様』

### ノンフィクション、エッセイ
- In the Company of Dolphins (1964)
- Paris! Paris! (1976)。ロナルド・サール 画

パリ・スケッチブック （中西秀男訳、サンリオ 1986年、講談社文庫 1989年）